# Lee Chang-dong
Lee Chang-dong (Daegu, 4 luglio 1954) è un regista, sceneggiatore e politico sudcoreano, alla carriera artistica ha affiancato l'attività politica ricoprendo cariche ministeriali nel governo del suo paese.

## Biografia
Dopo la laurea all'Università Nazionale Kyungpook nel 1981 iniziò a lavorare nel campo teatrale scrivendo e dirigendo opere, nello stesso periodo ottenne un posto di insegnante di letteratura coreana e nel 1983 pubblicò anche un romanzo dal titolo Chonri. Pur non avendo mai studiato cinematografia, nel 1993 scrisse la sceneggiatura del film To the Starry Island e due anni dopo quella di A Single Spark, due film molto apprezzati in patria.
Spinto dai collaboratori e dai conoscenti passò alla regia cinematografica nel 1997 con Green Fish ottenendo ottime critiche, tre anni dopo girò Bakha satang (noto internazionalmente come Peppermint Candy), dopo il quale nel 2002 girerà Oasis con cui vinse il Leone d'argento - Premio speciale per la regia al 59º Festival di Venezia, prima di ricoprire l'importante carica politica di Ministro della cultura e del turismo. Terminata l'esperienza politica tornerà al cinema con Secret Sunshine, ottenendo ancora un grande successo di critica e pubblico, vincendo anche numerosi premi. Nel 2010 con Poetry ha vinto il premio per la miglior sceneggiatura al Festival di Cannes.

## Filmografia
- Green Fish (초록 물고기?) (1997)
- Bakha satang, (박하사탕?, Bakha satangLR) (2000)
- Oasis (오아시스?) (2002)
- Secret Sunshine (밀양?, MiryangLR) (2007)
- Poetry (시?, SiLR) (2010)
- Burning - L'amore brucia (버닝?, BeoningLR) (2018)